# Eduard Askamp
Eduard Askamp (* 17. Juni 1918; † 19. Juli 1999) war ein deutscher Schwimmer.

## Biografie
Askamp trainierte beim Verein Bremer Schwimmverein (BSV).

Er wurde 1937 mit  der Vereinsstaffel vom BSV mit Hermann Heibel, Helmut Fischer und Wolfgang Leisewitz in Halberstadt Deutscher Meister. Im März 1938 schwamm er mit der Vereinsstaffel mit Hans Freese, Hermann Heibel und Helmut Fischer im Bremer Hanse-Bad die damalige Weltrekordzeit von 4:03,6 Minuten.
Seine Schwester Hella Zamponi, geb. Askamp (1926–2018) war Schwimmerin, ab 1965 eine Schwimmtrainerin beim BSV und beim TuS Huchting. Sein Bruder war ein erfolgreicher Schwimmer beim BSV.